# Brétemas da Memoria
Brétemas da memoria  es un álbum del guitarrista y compositor gallego, Víctor Aneiros. Editado en 2010, es el quinto de su carrera.
 
“Brétemas da memoria” es un homenaje a la obra de Ramiro Fonte (1957–2008), adaptando siete poemas de juventud y de la primera madurez del poeta.

## Lista de temas
1. "Bule bule " - (Víctor Aneiros)  (3:04)
2. "Sirenas da policía" - (Víctor Aneiros, Ramiro Fonte)  (3:25)
3. "Axúdame" - (Víctor Aneiros, Xosé Carlos Caneiro)  (6:35)
4. "Lupanar de cristal" - (Víctor Aneiros, Ramiro Fonte) (3:55)
5. "Máis alá" - (Víctor Aneiros, Ramiro Fonte) (3:50)
6. "Autor de westerns" - (Víctor Aneiros, Ramiro Fonte) (4:02)
7. "Vida bohemia " - (Víctor Aneiros, Ramiro Fonte) (5:14)
8. "Un tute á morte " - (Víctor Aneiros, Ramiro Fonte) (4:38)
9. "Sombras de Compostela " - (Víctor Aneiros, Ramiro Fonte) (3:25)
10. "Canido blues " - (Víctor Aneiros)  (4:11)

## Músicos
- Víctor Aneiros  - Guitarra y voz
- Manuel Gutiérrez - Piano
- Marcos S. Yánez – Batería
- Víctor Gacio – Bajo
- Mauri Sanchis – Órgano Hammond
- Roberto Somoza – Saxo tenor y barítono
- José Somoza – Trompeta
- Fernando Froján – Trombón
- Javier Vargas – Guitarra
- Javier Díaz – Acordeón